# Офен (перевал)
О́фен или Фуо́рн (нем. Ofenpass, романш. Pass dal Fuorn) — высокогорный перевал в Альпах (Швейцария), соединяющий долины Энгадин и Валь-Мюстаир (романш. Val Müstair) в кантоне Граубюнден.
Высота перевала — 2 149 метров над уровнем моря. Через перевал ведёт автомобильная дорога. На седловине перевала расположена гостиница.
Ближайшие к перевалу населённые пункты: Цернец (1 474 м) в долине Энгадин и Чирф (1 660 м) в долине Валь-Мюстаир.
Через перевал проложена автомобильная дорога, действует автомобильное сообщение между Цернецем и населёнными пунктами в долине Валь-Мюстаир.
Дорога через перевал из долины Энгадин (с севера) разделяет на две части Швейцарский национальный парк.
Недалеко от перевала в июле 2005 года был замечен дикий бурый медведь, который не появлялся в Швейцарии с 1923 года.
В 2004 году около перевала Офен была найдена крупнейшая в Европе грибница опят. Возраст этой грибницы составляет около 1000 лет, и она имеет размер от 500 до 800 метров в поперечнике и общую площадь около 35 гектаров.

## История
Перевал Офен использовался для перехода из Энгадина в долину Валь-Мюстаир с каменного века, что подтверждается найденными стоянками эпохи неолита в долине ручья Ова Шпин недалеко от перевальной седловины.
Во времена Римской империи через перевал не было построено дороги, но уже существовала вьючная тропа, ведущая из Энгадина в Италию.
В раннее средневековье перевал являлся частью маршрута Энгадин — Финшгау.
Значение перевала усилилось с экспансией Курского епископства и постройкой монастыря Святого Иоанна в Мюстаире в эпоху Каролингов.
Название Офенпасс —«открытый перевал» — является следствием металлургического производства (выплавки чугуна). До сих пор вдоль дороги на перевал можно увидеть остатки печей и углежогных ям. Металлургия требовала много топлива, и лес в окрестностях перевала был вырублен. Следы этих вырубок сохранились, несмотря на восстановительные мероприятия, проводившиеся с конца XIX века.
В 1914 году к северу от перевала был образован Швейцарский национальный парк.